# Bart van de Weijer

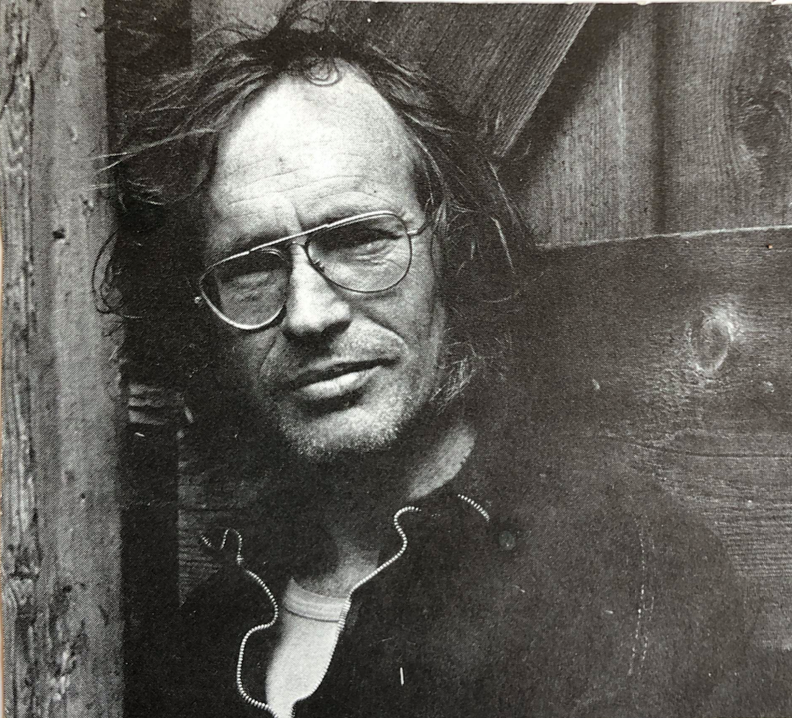
Bart van de Weijer, 1988

Bartholomeus (Bart) van de Weijer (Amsterdam, 13 juli 1939 - Musselkanaal, 2008) was een Nederlandse beeldhouwer en schilder. Hij werkte als beeldhouwer in verschillende materialen en was een van de eerste kunstenaars die in Nederland met cortenstaal werkte. Werken van Van de Weijer bevinden zich in de openbare ruimte en in particuliere collecties. Later in zijn loopbaan richtte hij zich meer op de schilderkunst.

## Leven en werk

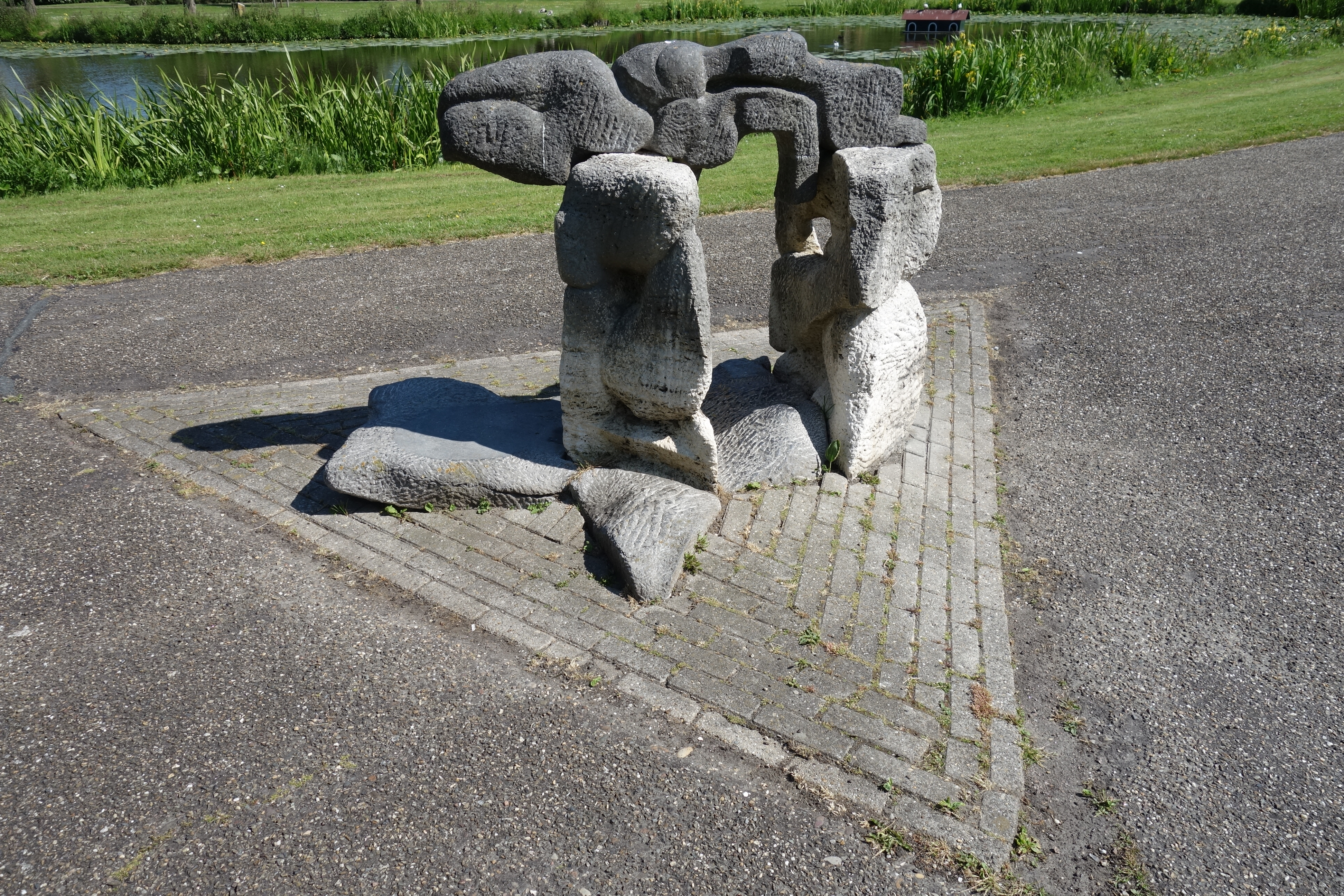
Abstract object in Wilhelminaplantsoen in Hoorn, gemaakt door Bart van de Weijer in 1995

Hij was zoon van onderwijzer Johannes Cornelis van de Weijer en Cornelia Johanna Kramer. Zelf was hij tussen 1962 en 1966 getrouwd met Hendrika de Boer en vanaf 1968 met Helena Maria van den Brink.
Van de Weijer groeide op in Amsterdam en volgde eind jaren vijftig zijn opleiding aan het Instituut voor Kunstnijverheid Onderwijs, de latere Rietveld Academie. Hij legde zich aanvankelijk vooral toe op de schilderkunst maar ontwikkelde al snel belangstelling voor beeldhouwen. Via docent Ben Guntenaar kwam Van de Weijer in contact met de beeldhouwer Wessel Couzijn, die hem met andere leerlingbeeldhouwers Dick van der Linden, Onno de Ruijter en Jan Goossen inhuurde als assistent bij het maken van grote stalen beelden.
Tussen 1969 en 1974 heeft Bart van de Weijer gewerkt aan verschillende werken van Couzijn, waaronder het aluminiummodel van het beeld Groot Landschap voor het destijds nieuw aangelegde Sloterpark in Amsterdam. In deze periode leerde hij veel over werken met zware metalen.
Hij had aanvankelijk een atelier in Amsterdam; na 1972 woonde en werkte hij in Andijk. Van de Weijer legde zich in deze jaren toe op het maken van plastieken met verschillende materialen. Hij werkte met het toen nog ongebruikelijke cortenstaal wat zijn beelden een typisch rode roestkleur geeft. In opdracht van de gemeente Amsterdam maakte hij in 1969 van cortenstaal een abstract kunstwerk, een speelplastiek. Dit werd in december 1970 geplaatst in het Beatrixpark, waar het nog steeds staat en ook gebruikt kan worden als speeltoestel.
In de jaren daarna werkte Van de Weijer in hout, zandsteen, hardsteen, marmer en brons  Twee bronzen beelden van zijn hand werden gekocht door kunstverzamelaar Gerrit van der Wal, directeur van de KLM. Verder is werk in het bezit van het Rijk, gemeenten en particulieren.
In de jaren tachtig vestigde Van de Weijer zich in Schoonebeek in Drenthe omdat hij meer in de natuur wilde zijn. Hij ging zich ook weer toeleggen op schilderwerk, aanvankelijk figuratief maar later meer abstract. Zijn schilderijen werden op een tentoonstelling in Meppel omschreven als ‘een soort poëtisch realisme met een bijzondere spanning en een ontwikkeling naar meer abstractie’. Schilderwerk van Van de Weijer bevindt zich in de collectie van het Drents museum in Assen.
Rond 1989 beëindigde Van de Weijer zijn actieve loopbaan, al bleef hij tot aan zijn dood wel schilderen 'voor zichzelf'.
- RKD-Nederlands Instituut voor Kunstgeschiedenis: 83377